# Mistaken Identity (álbum de Kim Carnes)
| Críticas profissionais | Críticas profissionais |
| Avaliações da crítica  | Avaliações da crítica  |
| Fonte                  | Avaliação              |
| ---------------------- | ---------------------- |
| Allmusic               | [ 1 ]                  |

Mistaken Identity é o sexto álbum de estúdio da cantora e compositora norte-americana Kim Carnes. Foi nomeado a álbum do ano no Grammy Award.
O álbum ficou quatro semanas no topo da Billboard 200 e, posteriormente, foi certificado Platina. O álbum teve três singles,  "Bette Davis Eyes", "Draw of the Cards" e "Mistaken Identity", os singles alcançaram a #1, #28 e #60 posição na Billboard Hot 100, respectivamente.

## Faixas
1. "Bette Davis Eyes" (Donna Weiss, Jackie DeShannon) – 3:47
2. "Hit and Run" (Donna Weiss, Jackie DeShannon) – 3:17
3. "Mistaken Identity" (Kim Carnes) – 4:49
4. "When I'm Away from You" (Frankie Miller) – 3:36
5. "Draw of the Cards" (Dave Ellingson, Bill Cuomo, Val Garay) – 4:54
6. "Break the Rules Tonite (Out of School)" (Kim Carnes, Dave Ellingson, Wendy Waldman) – 3:17
7. "Still Hold On" (Kim Carnes, Eric Kaz, Dave Ellingson, Wendy Waldman) – 4:39
8. "Don't Call It Love" (Tom Snow, Dean Pitchford) – 3:09
9. "Miss You Tonite" (Kim Carnes) – 5:09
10. "My Old Pals" (Richard Stekol) – 3:19

## Desempenho nas tabelas musicais

### Posições
| Tabela musical (1981)                 | Melhor posição |
| ------------------------------------- | -------------- |
| Alemanha (Offizielle Deutsche Charts) | 3              |
| Estados Unidos (Billboard 200)        | 1              |
| Noruega (VG-lista)                    | 1              |
| Nova Zelândia (RMNZ)                  | 1              |
| Países Baixos (Dutch Charts)          | 36             |
| Reino Unido (UK Albums Chart)         | 26             |
| Suécia (Sverigetopplistan)            | 4              |